# Loredana
Loredana ist ein weiblicher Vorname.

## Herkunft und Bedeutung
Der Name stammt vermutlich vom venezianischen Familiennamen Loredan ab, der „aus (dem Ort) Loreo stammend“ bedeutet. Alternativ wird eine Herleitung vom lateinischen laurea, „Lorbeerkranz, Lorbeerzweig“ angenommen.
Der Name wurde von der französischen Schriftstellerin George Sand in ihrem Roman Mattea (1833), und später vom schweizerisch-italienischen Schriftsteller Luciano Zuccoli in seinem Roman L’amore di Loredana (1908), verwendet und dadurch popularisiert.
Loredana hat gleich 4 Namenstage: 17. Juni, 10. August, 18. August und 10. Dezember.

## Namensträgerinnen
- Loredana (Rapperin) (* 1995), deutschsprachige, kosovarische Rapperin aus der Schweiz
- Loredana Bertè (* 1950), italienische Sängerin
- Loredana Boboc (* 1984), rumänische Kunstturnerin
- Loredana Cannata (* 1975), italienische Schauspielerin
- Loredana Dinu (* 1984), rumänische Degenfechterin
- Loredana Dordi (* 1943), italienische Dokumentarfilmerin
- Loredana Errore (* 1984), italienische Popsängerin
- Loredana Groza (* 1970), rumänische Sängerin
- Loredana Nusciak (1942–2006), italienische Filmschauspielerin
- Loredana Padoan (1924–2016), italienische Filmschauspielerin
- Loredana Toma (* 1995), rumänische Gewichtheberin